# ميدي 1 تيفي
مدي 1 تي في (بالفرنسية: Medi1 TV) هي قناة تلفزيونية إخبارية مغربية تم إطلاقها في شهر ديسمبر من عام 2006 تحت اسم «ميدي 1 سات» يتواجد مقرها الرئيسي بمدينة طنجة ولها فروع بكل من القنيطرة والرباط والدار البيضاء ودكار وأبيدجان، ويرأس مجلس إدارتها حسن خيار. في البداية بدأت بوصفها قناة فضائية تقدم محتوى ترفيهي متنوع، لكن سرعان ما شهدت تحولًا نحو التوجه الإخباري لمواكبة التطورات الحاصلة في المغرب.

## تاريخ
تم إنشاء قناة "مدي 1 تي في" من قبل السلطات الفرنسية والمغربية لتعزيز الثقافات الفرنسية، المغربية والمغاربية تحت اسم "مدي 1 سات" في 1 ديسمبر 2006 برأسمال قدره 15 مليون أورو: 56 % لمساهمين مغاربة (مجموعة بنجلون وصندوق الإيداع والتدبير)، 30 % لمساهمين فرنسيين و14 % لإذاعة مدي 1.
في 16 سبتمبر 2008، أصبحت القناة 100 ٪ مغربية بعد الإعلان عن شراء أسهم الفرنسيين من قبل صندوق الإيداع والتدبير.
في 4 يناير 2010، دخل أربعة مساهمين جدد إلى رأسمال القناة : الصندوق المهني المغربي للتقاعد، البنك الشعبي المركزي، التعاضدية الفلاحية المغربية للتأمين والتعاضدية المركزية المغربية للتأمين.
في 30 أكتوبر 2010 عند التاسعة وعشرين دقيقة مساء، مدي 1 سات تغير اسمها إلى مدي 1 تي في وتتحول من قناة إخبارية إلى قناة شاملة تقدم برامج ترفيهية، اجتماعية، ثقافية وسياسية.
في دورة 2012 للسوق الدولية لبرامج التلفزيون (MIPTV)، ولأول مرة بالمغرب، وقعت مدي 1 تي في اتفاقية تمثيل وتوزيع برنامجها الشهير إينكما التحدي مع شركة ECHOLINE. وتنبني هذه الشراكة بين القناة وشركة الإنتاج الأوروبية على التوزيع العالمي للبرنامج. بعد دخول مساهمين جدد (Nekst للاستثمار وSteeds medias)، وقعت القناة على دفتر تحملات جديد، تحولت على إثره مدي 1 تي في إلى خدمة تلفزيونية خاصة ذات توجه وطني ودولي.
في 1 فبراير 2016 واستجابة ل80% من المغاربة قامت القناة بالتحول إلى قناة شبه إخبارية، وأضافت مواعيد إخبارية جديدة على مدار الساعة من السادسة صباحا إلى السابعة والنصف مساء.
تقريبا بعد عام من إعلانها التحول إلى التوجه الإخباري لمواكبة التطورات الحاصلة المغرب، إفريقيا والعالم تحولت القناة رسميا وابتداء من شهر فبراير العام 2017 إلى قناة إخبارية مغربية أفريقية تحت مسمى مدي 1 افريقيا، لتدشن بذلك عهدا جديدا يعطي أهمية للخبر المغربي والأفريقي معا مع انفتاح دائم على الأخبار الدولية، لتعرض القناة الخبر برؤية جديدة.
في أواخر 2018 شهدت القناة توسعا في الصيغة البرمجية للقناة، بحيث فرقت بين مشاهديها المصنفين في محبي الأخبار والبرامج باللغة العربية والآخرين باللغة الفرنسية، قامت القناة بإنشاء قناة جديدة تحت اسم (Medi1 TV Arabic) والتي أنشأت خصيصا للمشاهد العربي أو المتحدثين باللغة العربية فقط، بعدما كانت اللغة الفرنسية تحتكر نسبة كبيرة من برمجة القناة، وأصبحت القناة تمتلك 3 قنوات هي (Medi1 TV) التي تجمع بين العربية والفرنسية، و(Medi1 TV Arabic) المخصصة للأخبار والبرامج باللغة العربية، و(Medi1 TV Afrique) والتي خصصت لأخبار القارة الأفريقية وتنطق بالفرنسية.

## برامج القناة
- أزمة حوار (تقديم: إيمان أغوتان)
- بيناتنا (برنامج فني)
- مع المغرب من واشنطن (برنامج سياسي)
- المواجهة مع بلال مرميد

## وصلات خارجية
- الموقع الرسمي